# Politecnico di Białystok
Il Politecnico di Białystok (in polacco Politechnika Białostocka, PB) è una università pubblica con sede a Białystok, in Polonia.

## Storia
L'università venne inizialmente fondata come Scuola Serale Privata di Ingegneria di Białystok (Prywatna Wieczorowa Szkoła Inżynierska w Białymstoku) dall'Associazione degli Ingegneri della Federazione Polacca il 1º dicembre 1949. Nel 1950 hanno avviato l'attività didattica le facoltà di Ingegneria Meccanica, Ingegneria Elettrica e Ingegneria Civile. Nel 1964 ricevette l'autorizzazione all'insegnamento di veri e propri corsi universitari e rinominata come Alta Scuola di Ingegneria (Wyższa Szkoła Inżynierska). Nel 1974 divenne un vero e proprio politecnico con quattro facoltà e tre dipartimenti.
Attualmente il Politecnico di Białystok è organizzato nelle seguenti facoltà: Architettura, Ingegneria Civile e Scienze Ambientali, Ingegneria Informatica, Ingegneria Elettrica, Ingegneria Gestionale, Ingegneria Meccanica. Presenta inoltre una sede distaccata con la facoltà di Scienze Forestali ad Hajnówka.

## Rettori
- Karol Białkowski (1949-1956)
- Marian Poniatowski (1956-1967)
- Włodzimierz Chomczyk (1967-1971)
- Tadeusz Bełdowski (1971-1981)
- Jerzy Niebrzydowski (1981-1984)
- Mieczysław Banach (1984-1988)
- Kazimierz Pieńkowski (1988-1993)
- Tadeusz Citko (1993-1999)
- Michał Bołtryk (1999-2005)
- Joanicjusz Nazarko (2005-2008)
- Tadeusz Citko (2008-2012)
- Lech Dzienis (2012-2020)
- Marta Kosior-Kazberuk (2020-2024)